# سفتة (خبر بافت)
سفتة (بالفارسية: سوره) هي قرية تقع في إيران في Khabar Rural District. يقدر عدد سكانها بـ 82 نسمة .